# ミニオン・パーク
ミニオン・パーク（Minion Park）とは、世界のユニバーサル・テーマパーク内にある映画『怪盗グルーシリーズ』をテーマとしたエリアの一つである。
ここでは便宜上、ユニバーサル・スタジオ・北京とユニバーサル・スタジオ・フロリダ、ユニバーサル・スタジオ・シンガポールのミニオン・ランドについても解説する。

## 存在するパーク
- ユニバーサル・スタジオ・ジャパン
- ユニバーサル・スタジオ・北京（ユニバーサル・北京・リゾート）
- ユニバーサル・スタジオ・フロリダ（ユニバーサル・オーランド・リゾート）

## 概要
映画『怪盗グルーの月泥棒』シリーズのストーリー、登場人物、そして舞台設定に着想を得たエリア。ミニオンたちが“ハチャメチャ”な世界を繰り広げている。エリア周辺にはミニオンたちが“乗っ取った”トイストア、お菓子製造工場、ミニオンたちが独自に開発したゲームなどが設置されている。

## 施設

### ユニバーサル・スタジオ・ジャパン
アトラクション
- ミニオン・ハチャメチャ・ライド
- ミニオン・ハチャメチャ・アイス

レストラン
- デリシャス・ミー！ ザ・クッキー・キッチン

ショップ
- ファン・ストア
- ミニオンズ・ポップ・ショップ
- スウィート・サレンダー
- バナナ・カバナ
- スペース・キラー
- デリシャス・ミー！ フォト・オポチュニティ
- ミニオン・ラリー

エンターテイメント
- ミニオン・ハチャメチャ・グリーティング

#### クローズした施設
レストラン
- ポパ・ナーナ

### ユニバーサル・スタジオ・北京
アトラクション
- ディスピカブル・ミー:ミニオン・メイヘム（Despicable Me: Minion Mayhem）
- シング・オン・ツアー（Sing On Tour）
- ルーピー・ドゥーピー（Loop-Dee Doop-Dee）
- スーパー・スワーリー（Super Swirly）

レストラン
- Silly Snax
- Minion Munchies
- The Lair - Villain Restaurant
- Paradise Mall

ショップ
- Minion Mart

### ユニバーサル・スタジオ・オーランド
プロダクション・セントラルの一部分をミニオンズ関連の施設に置き換え、2023年8月11日にオープン。
アトラクション
- ディスピカブル・ミー:ミニオン・メイヘム（Despicable Me: Minion Mayhem）
- ヴィランコン・ミニオン・ブラスト（Illumination’s Villain-Con Minion Blast） - シュレック4-Dの跡地に建設。2023年夏にオープン[2]。

レストラン
- Illumination’s Minion Cafe
- Freeze Ray Pops

ショップ
- Super Silly Stuff
- Evil Stuff

### ユニバーサル・スタジオ・シンガポール
マダガスカル・エリアの跡地に、2025年2月14日にオープン。
アトラクション
- ディスピカブル・ミー:ミニオン・メイヘム（Despicable Me Minion Mayhem）
- シリー・スワイリー（Silly Swirly）
- バギー・ブギー（Buggie Boogie）

レストラン
- Ice-Cream Stand
- Pop-A-Nana
- Super Hungry Food Stand

ショップ
- Sweet Surrender
- Pop Store
- Fun Store
- Ba-Na-Na CaBaNa!
- Space Killer